# 레이 리오타
레이 리오타(Ray Liotta, 1954년 12월 18일~2022년 5월 26일)는 미국의 배우이다. 조너선 데미의 《썸씽 와일드》(1986)에 출연해 1987년 제44회 골든 글로브상 영화 부문 남우조연상 후보에 오르면서 주목을 받기 시작했다. 그 외에 《꿈의 구장》(1989), 《좋은 친구들》(1990) 등이 대표 출연작이다. NBC 드라마 《ER》(2004)에 특별 출연하여 2005년 제57회 프라임타임 에미상 드라마 시리즈 부문 게스트 남우상을 받았으며, 애플 TV+ 미니시리즈 《블랙 버드》(2022)로 2024년 제75회 프라임타임 에미상 미니시리즈·영화 부문 남우조연상 후보에 지명되었다.

## 사망
에릭 데인, 오데야 러시, 새프런 버로스와 동반 출연한 스릴러 영화 《Dangerous Waters》(2023) 촬영차 도미니카 공화국에 머무르던 차에 2022년 5월 26일 잠자던 중 사망한 것으로 보도되었다. 자세한 사인은 한동안 알려지지 않았다가 2023년 5월 부검 결과 동맥경화로 인한 폐부종과 심부전으로 인한 호흡곤란으로 밝혀졌다.

## 출연 작품

### 영화
- 썸씽 와일드 (1986)
- 꿈의 구장 (1989)
- 좋은 친구들 (1990)
- 무단 침입 (1992)
- 압솔롬 탈출 (1994)
- 코리나 코리나 (1994)
- 덤보 낙하 작전 (1995)
- 캅 랜드 (1997)
- 터뷸런스 (1997) - 라이언 웨버 역
- 하트브레이커스 (2001)
- 한니발 (2001)
- 존 큐 (2002)
- 나크 (2002)
- 아이덴티티 (2003)
- 콘트롤 (2004)
- 리볼버 (2005)
- 크로싱 오버 (2009)
- 이유있는 반항 (2009)
- 옵저브 앤 리포트 (2009)
- 디테일스 (2011)
- 아이스맨 (2012)
- 킬링 소프틀리 (2012)
- 플레이스 비욘드 더 파인즈 (2012)
- 스트레치 (2014) - 본인 역
- 킬 더 메신저 (2014)
- 결혼 이야기 (2019) - 제이 역
- 더 매니 세인츠 오브 뉴어크 (2021)
- 노 서든 무브 (2021) - 프랭크 카펠리 역
- 코카인 베어 (2023)
- Dangerous Waters (2023)
- 1992 (2024) - 유작

### 텔레비전
- ER (2004)
- 한나 몬타나 (2010)
- 모던 패밀리 (2016)
- 셰이즈 오브 블루 (2016-18)
- 언브레이커블 키미 슈미트 (2017)
- 영 쉘든 (2017)
- 그레이트 뉴스 (2018)
- 블랙 버드 (2022)

### 비디오 게임
- 그랜드 테프트 오토: 바이스 시티 (2002) - 토미 버세티 역
- 콜 오브 듀티: 블랙 옵스 2 (2012)